# Enric Mas
Enric Mas Nicolau (ur. 7 stycznia 1995 w Artà) – hiszpański kolarz szosowy.

## Osiągnięcia
Opracowano na podstawie:

2012
- 1. miejsce w mistrzostwach Hiszpanii juniorów (jazda indywidualna na czas)

2016
- 1. miejsce w Volta ao Alentejo
  - 1. miejsce w klasyfikacji młodzieżowej
  - 1. miejsce w klasyfikacji punktowej
  - 1. miejsce na 2. etapie
- 1. miejsce w Tour de Savoie Mont-Blanc
  - 1. miejsce w klasyfikacji młodzieżowej
  - 1. miejsce w klasyfikacji punktowej
- 2. miejsce w Giro della Valle d’Aosta
  - 1. miejsce w klasyfikacji punktowej

2017
- 2. miejsce w Vuelta a Burgos
  - 1. miejsce w klasyfikacji młodzieżowej

2018
- 1. miejsce w klasyfikacji młodzieżowej Vuelta al País Vasco
  - 1. miejsce na 6. etapie
- 1. miejsce w Hammer Limburg (drużynowo)
- 1. miejsce w klasyfikacji młodzieżowej Tour de Suisse
- 2. miejsce w Vuelta a España
  - 1. miejsce na 20. etapie

2019
- 1. miejsce w Tour of Guangxi
  - 1. miejsce w klasyfikacji młodzieżowej
  - 1. miejsce na 4. etapie

2020
- 5. miejsce w Tour de France
- 5. miejsce w Vuelta a España
  - 1. miejsce w klasyfikacji młodzieżowej

2021
- 3. miejsce w Volta a la Comunitat Valenciana
  - 1. miejsce na 3. etapie
- 3. miejsce w Mont Ventoux Dénivelé Challenge
- 6. miejsce w Tour de France
- 2. miejsce w Vuelta a España

2022
- 2. miejsce w Vuelta a España
- 1. miejsce w Giro dell’Emilia
- 2. miejsce w Giro di Lombardia

## Starty w Wielkich Tourach
| Grand Tour | 2017 | 2018 | 2019 | 2020 | 2021 |
| ---------- | ---- | ---- | ---- | ---- | ---- |
| Giro       | -    | -    | -    | -    | -    |
| Tour       | -    | -    | 22.  | 5.   | 6.   |
| Vuelta     | 71.  | 2.   | -    | 5.   | 2.   |

## Rankingi
| Rok             | 2014 | 2015 | 2016 | 2017 | 2018  | 2019 | 2020 | 2021 | 2022 | 2023 | 2024 |
| --------------- | ---- | ---- | ---- | ---- | ----- | ---- | ---- | ---- | ---- | ---- | ---- |
| UCI World Tour  |      |      | -    | 181. | 26.   |      |      |      |      |      |      |
| World Ranking   |      |      | 555. | 286. | 39.   | 65.  | 40.  | 25.  | 19.  | 49.  | 11.  |
| UCI Europe Tour | 624. | -    | 330. | 247. | 1151. | 53.  | 33.  | 22.  | 15.  | 41.  | 9.   |
|                 |      |      |      |      |       |      |      |      |      |      |      |
| Źródło: UCI     |      |      |      |      |       |      |      |      |      |      |      |